# Ala Gallorum Picentiana

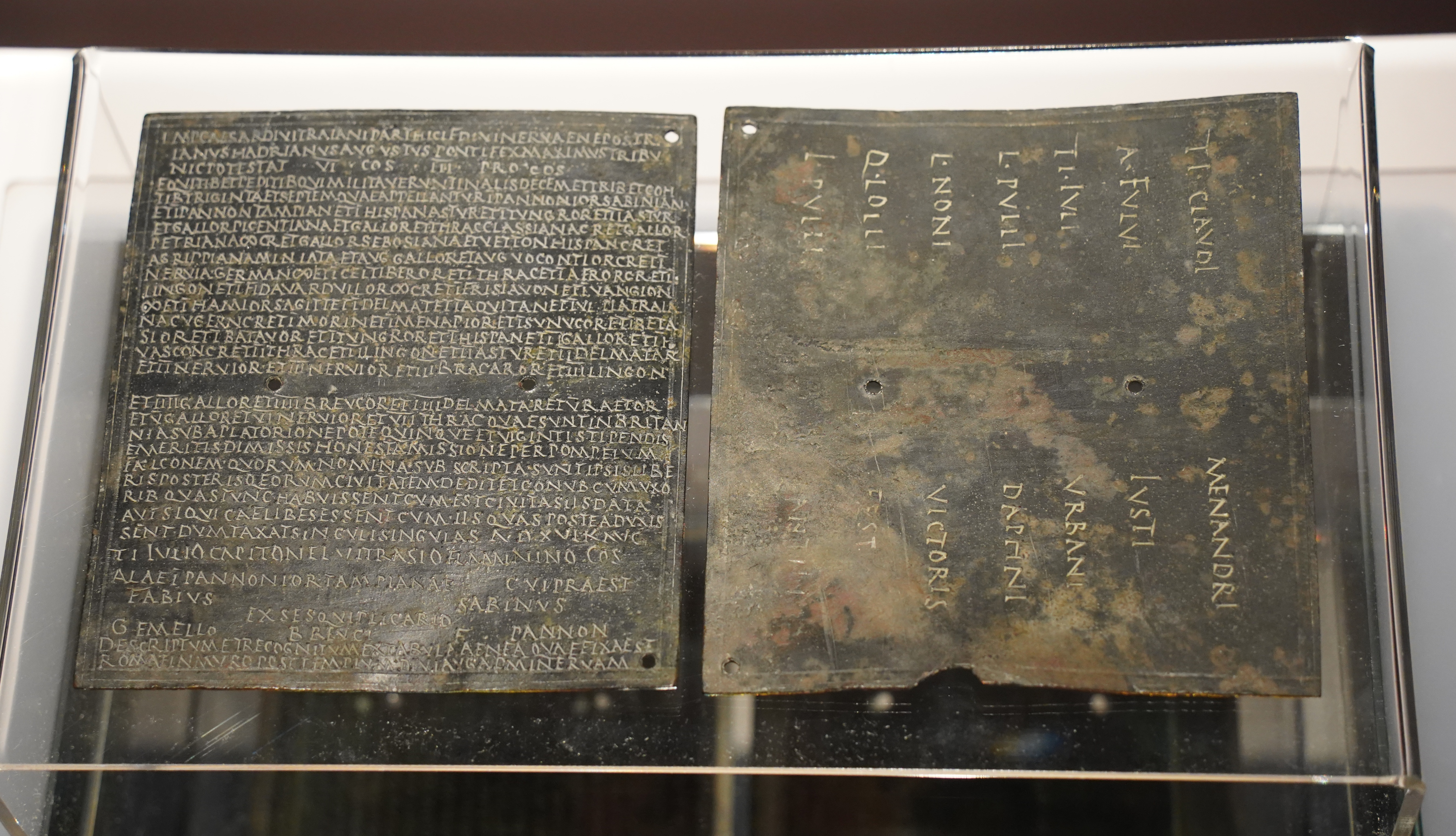
Eines der Militärdiplome des Jahres 122

Die Ala Gallorum Picentiana (deutsch Ala der Gallier des Picens) war eine römische Auxiliareinheit. Sie ist durch Militärdiplome und Inschriften belegt.

## Namensbestandteile
- Ala: Die Ala war eine Reitereinheit der Auxiliartruppen in der römischen Armee.

- Gallorum: der Gallier. Die Soldaten der Ala wurden bei Aufstellung der Einheit aus den verschiedenen Stämmen der Gallier rekrutiert. Dieser Namensbestandteil findet sich nur in den Militärdiplomen.

- Picentiana: des Picens. Die Reitereinheiten der Gallier wurden oft nach einem ihrer ersten Kommandeure benannt. Als Namensgeber wird hier Lucius Rustius Picens genannt. Alternativ zu Picentiana findet sich mehrfach auch die Form Picentina (s. u.).

Da es keine Hinweise auf den Namenszusatz milliaria (1000 Mann) gibt, war die Einheit eine Ala quingenaria. Die Sollstärke der Ala lag bei 480 Mann, bestehend aus 16 Turmae mit jeweils 30 Reitern.

## Geschichte
Die Ala war in den Provinzen Germania und Britannia (in dieser Reihenfolge) stationiert. Sie ist auf Militärdiplomen für die Jahre 74 bis 124 n. Chr. aufgeführt. Tacitus erwähnt die Einheit in seinen Historiae (Buch IV, Kapitel 62) als Ala Picentina. Dieser Name ist auch inschriftlich belegt.
Der erste Nachweis in der Provinz Germania beruht auf einem Diplom, das auf 74 datiert ist. In dem Diplom wird die Ala als Teil der Truppen (siehe Römische Streitkräfte in Germania) aufgeführt, die in der Provinz stationiert waren. Weitere Diplome, die auf 76 bis 82 datiert sind, belegen die Einheit in derselben Provinz.
Der erste Nachweis in der Provinz Britannia beruht auf Diplomen, die auf 122 datiert sind. In den Diplomen wird die Ala als Teil der Truppen (siehe Römische Streitkräfte in Britannia) aufgeführt, die in der Provinz stationiert waren. Ein weiteres Diplom, das auf 124 datiert ist, belegt die Einheit in derselben Provinz.

## Standorte
Standorte der Ala in Germania waren möglicherweise:
- Novaesium

Standorte der Ala in Britannia waren möglicherweise:
- Derventio (Malton): Die Inschrift von Candidus wurde hier gefunden.

## Angehörige der Ala
Folgende Angehörige der Ala sind bekannt:

### Kommandeure
| - []dius Priscian[]: er wird auf einem der Diplome von 122 (AE 2004, 1900) als Kommandeur der Ala genannt. - [] Can[didus], ein Präfekt (AE 1975, 559) | - L(ucius) Rustius Picen[s], ein Präfekt (CIL 3, 10094) |

### Sonstige
| - []us, ein Reiter (CIL 13, 11869) - Abaius, ein Reiter (AE 1962, 290) - Aur(elius) Macrinus, ein ehemaliger Reiter (RIB 714) | - C(aius) Iulius []s, ein Decurio (CIL 13, 7296) - Silius, ein Reiter (CIL 13, 6277) |